# Gouvernement fédéral (Belgique)
Pour les articles homonymes, voir Gouvernement fédéral.
Le gouvernement fédéral de Belgique constitue l’organe exécutif de la Belgique, sa compétence recouvre tout ce qui a trait à l'intérêt général et les compétences régaliennes, tel que les finances, l'armée, la justice, la sécurité sociale, les affaires étrangères, une partie importante de la santé publique et des affaires intérieures. Le nombre des ministres est strictement réglementé par la constitution : 15 ministres au maximum ; s'y ajoutent les secrétaires d’État dont le nombre n’est pas limité.
Le gouvernement fédéral, qui est présidé par le Premier ministre, est constitué de ministres appartenant aux  différents partis de la coalition. Traditionnellement, depuis 1961, chaque parti désigne un vice-Premier ministre, qui est généralement chargé d'un portefeuille important et est le représentant de son parti au sein du gouvernement. Avec le Premier ministre, les vice-Premiers ministres forment le Conseil des ministres restreint, souvent désigné sous le terme néerlandais « kern », abréviation de kernkabinet. Le siège officiel du gouvernement fédéral belge se trouve au 16, rue de la Loi, à Bruxelles.

## Formation du gouvernement
Le roi nomme et révoque les ministres. Avant de ce faire, il consulte d’abord : les présidents de chaque chambre du parlement, les présidents de partis, les partenaires sociaux, éventuellement les ministres d’État. Il désigne ensuite un informateur, qui est chargé de rédiger un rapport sur la base de consultations, puis un formateur, qui est chargé de mettre au point la composition et le programme du futur gouvernement. Le premier ministre est nommé dès qu’un accord a pu être dégagé par le formateur (généralement nommé premier ministre). Les autres ministres et secrétaires d’État sont nommés sur proposition du formateur. Enfin, la Chambre des représentants est chargée de procéder à un vote de confiance.

## Composition du gouvernement
Le gouvernement fédéral est formé de 15 ministres maximum qui forment le Conseil des ministres, répartis de façon paritaire entre francophones et néerlandophones, plus éventuellement le premier ministre qui, lui, peut parfois être considéré comme linguistiquement neutre. Des secrétaires d’État peuvent être adjoints à des ministres sans critère de parité linguistique. Ils font partie du gouvernement mais sont  exclus du Conseil des ministres. 
Les ministres et secrétaires d’État ne sont responsables que devant la Chambre des représentants. Depuis 1995, un ministre ne peut plus être, en même temps, parlementaire, tandis que le gouvernement est un gouvernement de législature : il ne peut pas être forcé à démissionner sauf si la Chambre vote une motion de méfiance constructive et qu’elle désigne une majorité de rechange.

## Les ensembles ministériels
Les ministres se regroupent de la manière suivante :
- le Conseil des ministres : chargé de la conception de la politique gouvernementale ; il prend les décisions importantes et approuve les projets de lois ainsi que les arrêtés qui doivent être délibérés en son sein en vertu de la loi.
- le Conseil de gouvernement : comprend en outre les secrétaires d’État : il ne se réunit que pour les décisions les plus importantes.
- le Comité ministériel restreint (ou Kern) : composé du Premier ministre, des vice-Premiers ministres (et éventuellement du ministre ou secrétaire d'État en rapport avec l'ordre du jour) afin de prendre les décisions les plus importantes.
- les Comités ministériels : formés afin de préparer les décisions à prendre par le Conseil des ministres ou le Conseil de gouvernement (rare).
- les ministres réunis en conseil : exercent les prérogatives royales lorsque le roi meurt ou se trouve dans l'impossibilité de régner.
- le Conseil de la Couronne : composé du gouvernement et des ministres d’État : ne se réunit sous la présidence du roi que pour les crises graves.

## Les fonctions du gouvernement fédéral
- Législative : les ministres élaborent et adoptent les avant-projets de loi.
- Budgétaire : il élabore le budget de l’État (soumis à l’approbation de la Chambre des représentants).
- Exécution des lois : il est chargé de l’exécution des lois en vigueur.
- Internationale : il dirige les relations internationales (entre autres conclusion et ratification des traités).
- Pouvoir de nomination : le roi nomme les fonctionnaires, les magistrats, les gouverneurs et les bourgmestres.

Le gouvernement belge actuel, formé d'une coalition de cinq partis, est dirigé par Bart de Wever, depuis le 3 février 2025.

## Liste chronologique des gouvernements belges
Voir Liste des gouvernements de la Belgique.